# There's Only Now
There's Only Now är ett album med den svenska popgruppen Eskobar, utgivet 2001.

## Låtlista
1. "Move On" - 3:52
2. "Why London?" - 3:40
3. "On the Ground" - 3:35
4. "Into Space" - 4:02
5. "Tell Me I'm Wrong" - 3:18
6. "Worship You" - 3:51
7. "Save the Day" - 3:38
8. "Something Is Lost" - 4:05
9. "Skyscraper" - 3:37
10. "Someone New" (feat. Heather Nova) - 3:31
11. "Snowman" - 3:20
Nyare utgåvor innehåller bonusspår, b-sidor från det förra albumets singlar.
12. "'Til We're Dead" (demo) - 3:24
13. "Wizeman" - 2:54
14. "Real Life" - 3:32
15. "So Special" - 2:27
16. "Here We Dwell" - 2:13